# Lotus Esprit
La Lotus Esprit è una coupé prodotta dalla Lotus Cars dal 1976 al 2004 in 24 diverse varianti e 10675 esemplari (5829 dette "Giugiaro" e 4846 "Stevens").

## La genesi
Le origini del modello risalgono alla show-car "Silver Car" su base Lotus Europa disegnata da Giorgio Giugiaro per il Salone di Torino del 1972.
Il 1° prototipo in vetroresina (materiale mai usato da Giugiaro) siglato M70 fu curato a Torino da alcuni tecnici inglesi tra cui Oliver Winterbottom (progettista della Elite), Mike Kimberley (in futuro capo ingegnere e direttore della casa) e Colin Chapman.
Un modello in scala fu spedito alla galleria del vento del MIRA (Motor Industry Research Association) per modifiche aerodinamiche.
Il 2° prototipo fu completato nel 1973, dotato di un motore 2 litri 16V in lega d'alluminio, di 140 CV, già usato dalla Jensen-Healey, primo progettato all'interno della casa da Tony Rudd (ex BRM). Per essere montato sulla Esprit fu migliorato nella lubrificazione e nella riduzione delle emissioni.
Il cambio era quello della Citroen SM, collegato alla sua leva grazie ad un'asta per la selezione e un cavo per il movimento. Questo componente si dimostrò complesso e "infrangeva ogni legge d'ingegneria" secondo gli uomini della marca, tuttavia funzionò.
La Lotus s'impegnò perché la vettura fosse pronta per il Natale 1974. Colin Spooner si dedicò al telaio e alla carrozzeria, il fratello Brian al cambio, Tony Rudd al telaio e alle sospensioni supervisionando  il progetto affinché la vettura fosse pronta per questa data e Colin Chapman la potesse guidare dopo i test invernali del 1975.

## La S1 e la S2
Quando fu presentata la Esprit S1 al Salone dell'automobile di Parigi nell'ottobre 1975 una testata specializzata inglese scrisse che "fu presentata la più eccitante e stimolante vettura sportiva inglese dai tempi della Jaguar E-Type."

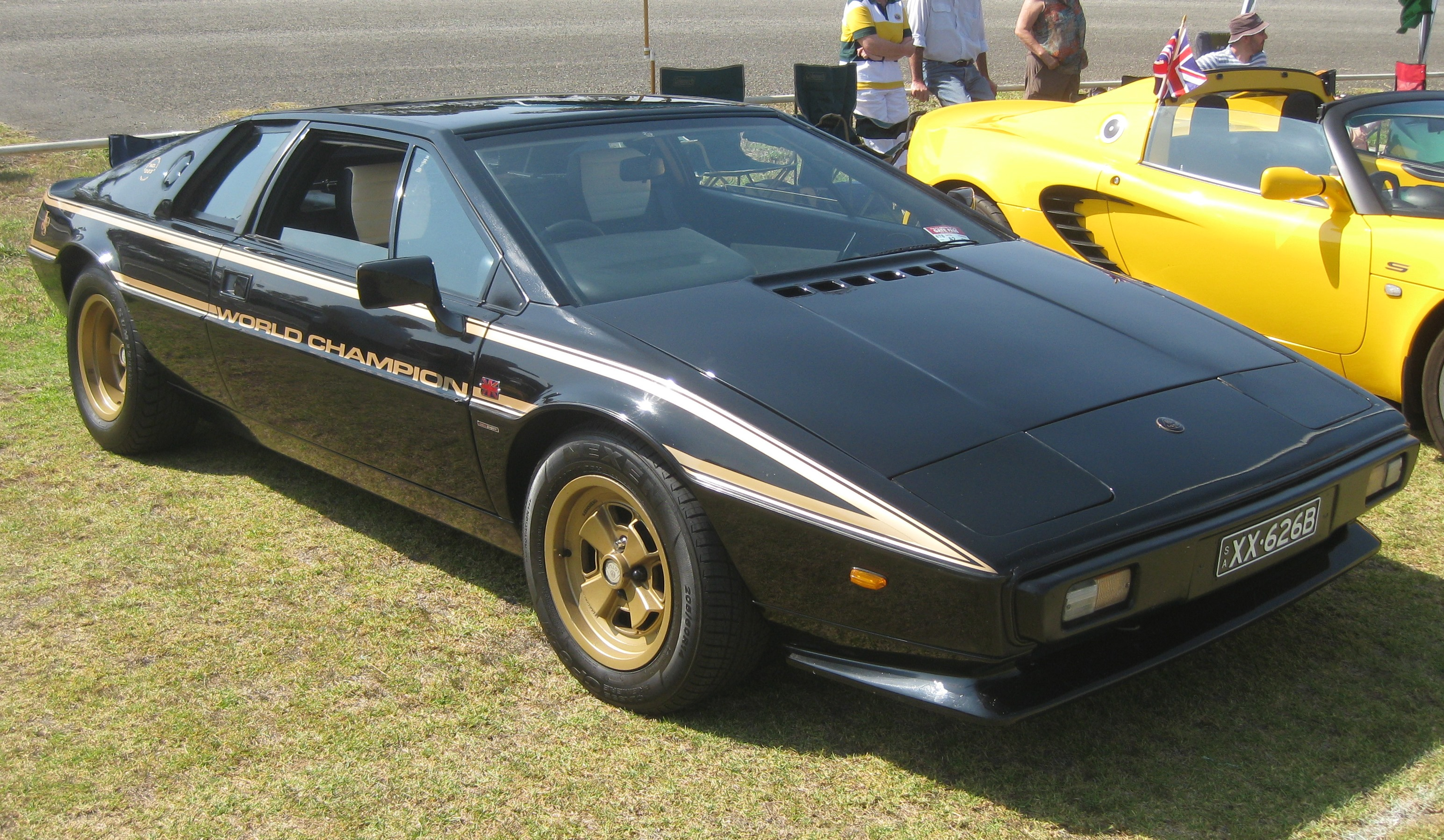
Una Lotus Esprit S2 John Player Special

La versione definitiva aveva una carrozzeria a guscio in vetroresina supportata da un telaio a trave centrale traliccio posteriore. La conformazione della carrozzeria consentiva alla Esprit di toccare i 210 km/h. Il motore era un 4 cilindri in linea di 1975 cm³ bialbero a 16V capace di 157 CV a 6850 giri/min e 19 kgm di coppia a 4800 giri/min alimentato da 2 carburatori doppio corpo Dell'Orto montato in posizione posteriore-centrale. Il cambio era a 5 marce e la trazione posteriore. L'avantreno riprendeva lo schema delle sospensioni della Opel Ascona a doppi bracci oscillanti. Al posteriore i bracci oscillanti inferiori erano gli stessi semiassi uniti ad un braccio di spinta scatolato. Dei 4 dischi freno, i posteriori erano inboard. All'interno la plancia raggruppava tutti gli strumenti, il volante era in plastica a 2 razze e l'aerazione dell'abitacolo insufficiente così come la visibilità posteriore.
Nonostante tutto la vettura fu subito un successo.
Nella seconda serie del 1978 chiamata S2 fu ottimizzato il funzionamento del motore riducendo i consumi. Furono inoltre sostituiti i cerchi Wolfrace con degli Speedline, la strumentazione imprecisa Veglia con quella Smiths, i fari posteriori presi dalla Fiat X1/9 furono rimpiazzati con quelli della Rover SD1, venne aggiunto uno spoiler e migliorata la qualità costruttiva generale. Nel 1978 venne lanciata la versione speciale per celebrare la vittoria del campionato mondiale di F1, caratterizzata dalla livrea nera con adesivi e scritte "World Champion" dorate lungo le fiancate; in stile John Player Special, storico sponsor della Lotus F1.

## La Esprit Turbo e la S3
Per una versione supersportiva venne pensato inizialmente un v8 per l'ampio spazio nel vano motore. A questa soluzione (adottata poi in seguito) si oppose il responsabile dei motoristi Graham Akin in favore di un motore 4 cilindri sovralimentato, soprattutto per ragioni di costi.

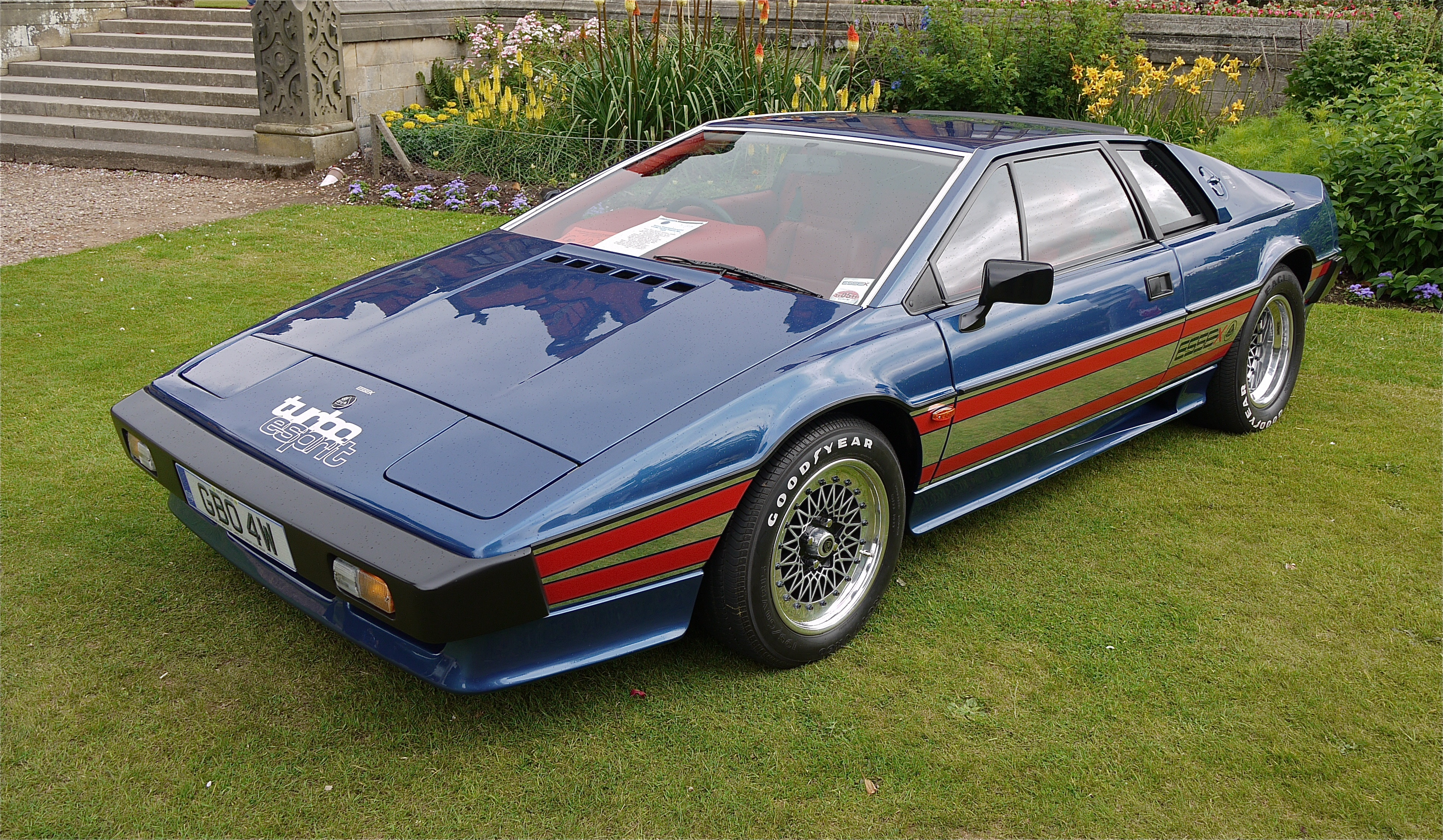
Una Lotus TurboEsprit ESSEX del 1980

Dai vertici della casa si preferì la seconda soluzione, anche vista l'esperienza della casa nell'adozione del turbocompressore.
Nel 1980 la "Turbo" venne lanciata inizialmente con livrea ESSEX come la vettura di F1 Lotus 81 e solo nel 1981 come Esprit Turbo "normale".
Nello stesso anno debuttò il motore "912" sulla versione aspirata: la cilindrata aumentò a 2174 cc, la potenza crebbe del 35% (da 157 a 213 CV) e la coppia del 43% (da 19 a 28 Kgm); le sospensioni anteriori furono ridisegnate e le posteriori migliorate. Il telaio fu reso più rigido del 50% e zincato.

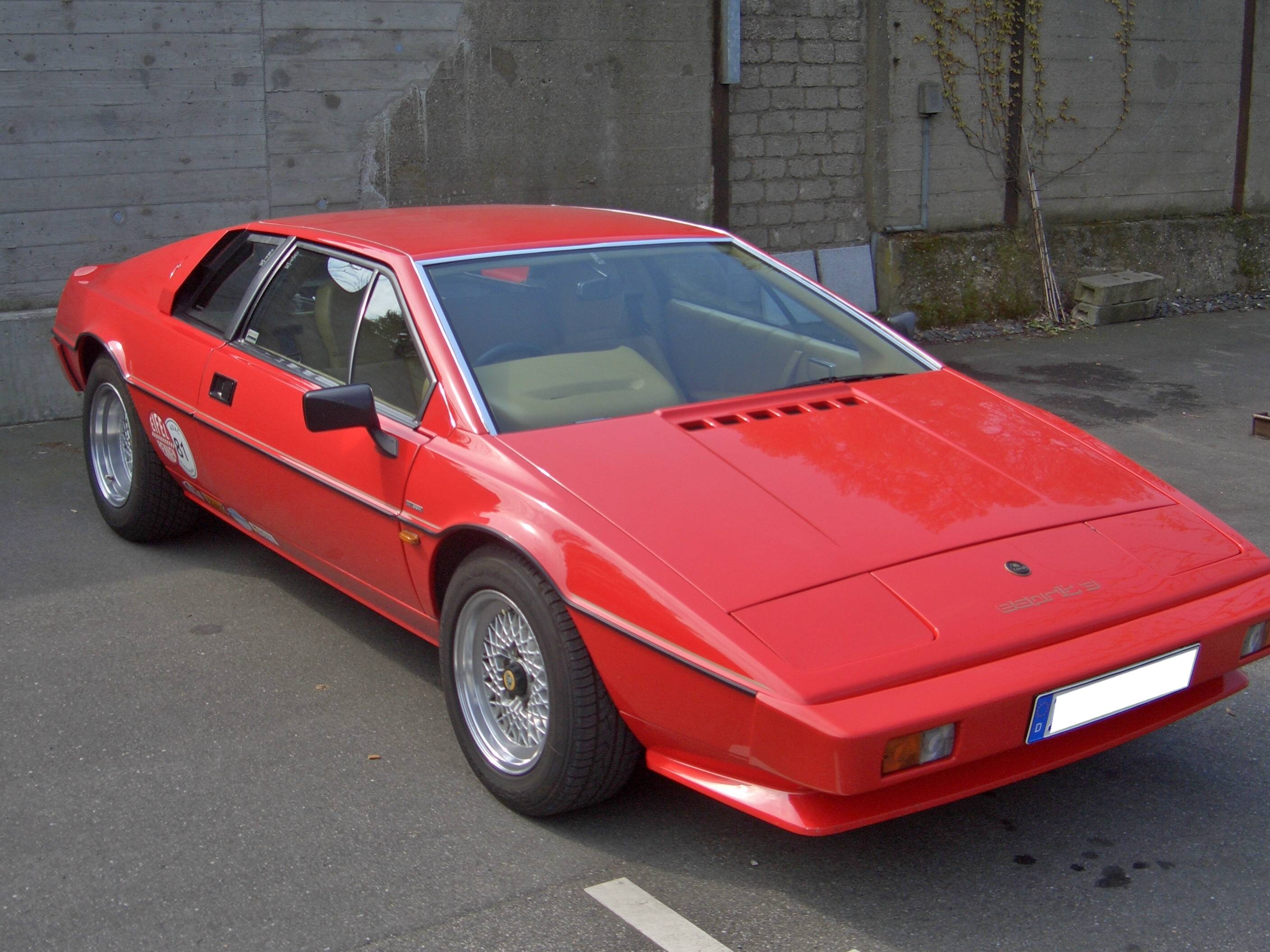
Una Lotus Esprit S3

Strip adesive, spoiler e cerchi dorati distinguevano la Turbo dalla S2. La Esprit Turbo divenne subito un'auto apprezzata per le eccezionali doti di maneggevolezza e di scatto, superiori rispetto alle concorrenti  Ferrari e Porsche, nonostante la cilindrata inferiore.
Nel 1980 fu lanciata la S2,2 aspirata, con telaio della S2 e motore di 2,2 litri come la turbo. A inizio 1981 entrò in produzione la S3, col telaio più rigido e le sospensioni della turbo.
Sulla gamma Esprit fu aumentata  la qualità degli assemblaggi dal 1976 al 1981.
Il telaio e parti di questa vettura furono utilizzate dal proprietario della Lotus, Colin Chapman al momento della revisione del progetto DeLorean DMC-12 a cui era stato chiamato.

## La Esprit X180 e S4

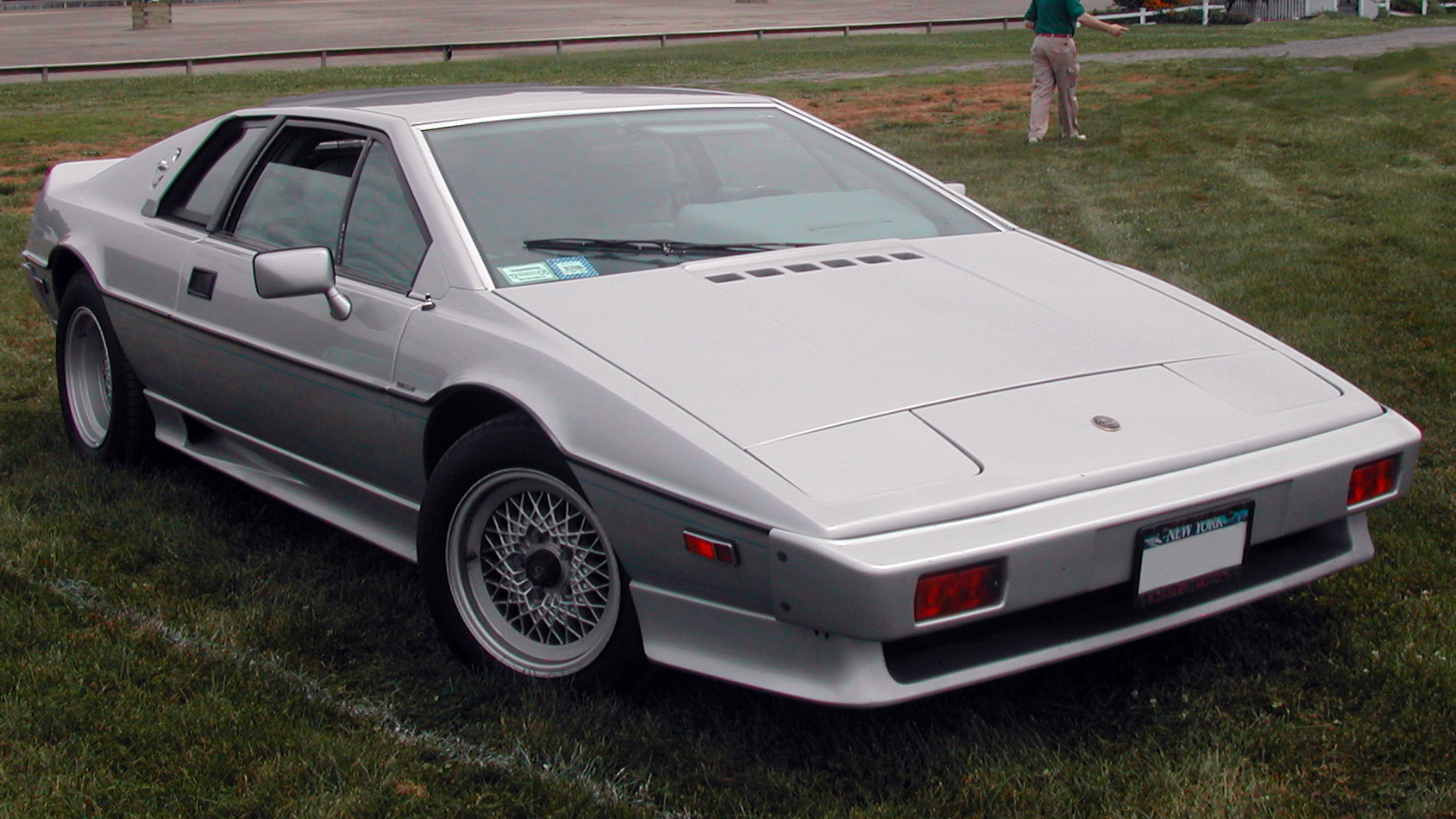
Lotus Turbo Esprit Restyling 1987

Nel 1986 un sostanzioso restyling (detto X180 all'interno della fabbrica) ad opera di Peter Stevens interessò la coda (completamente ridisegnata, con l'introduzione di due pinne dorsali ed il cofano motore piatto al posto del portellone), i paraurti e gli interni. Due le versioni disponibili: Esprit SE (2174 cm³, 180 CV) ed Esprit Turbo SE (Special Equipment 2174 cm³, 264 CV). La SE fu l'ultima Esprit aspirata disponibile. In questa serie venne sostituito il cambio derivato dalla Citroen SM con uno derivato dalla Renault 25. Uscì anche una versione speciale dedicata a Jim Clark caratterizzata dal colore verde inglese con cerchi e dettagli gialli. Nel 1988 uscì un'edizione limitata bianco perlato per il quarantennale della Lotus. Nel 1990 La Esprit esordì nel campionato USA SCCA in versione X180R (Racing) da 350 CV con cui la Lotus otterrà un 2º posto assoluto a fine stagione. 
Nel 1992 la gamma venne arricchita dal servosterzo di serie e dalla Turbo 2.0 (1975 cm³, 243 CV), al British Motor Show venne svelata la Esprit Sport 300, derivata dalle corse dotata di 300 CV, mentre nel 1993 venne introdotta la S4 in versione Turbo 2.2 Sport 300, con motore potenziato di 2,2 litri e 305 CV. Nello stesso anno 2 Sport 300 presero parte alla 24 Ore di Le Mans. L'anno successivo venne il momento della S4s con 300 CV, ala posteriore, cerchi OZ e passaruota maggiorati.

## La V8

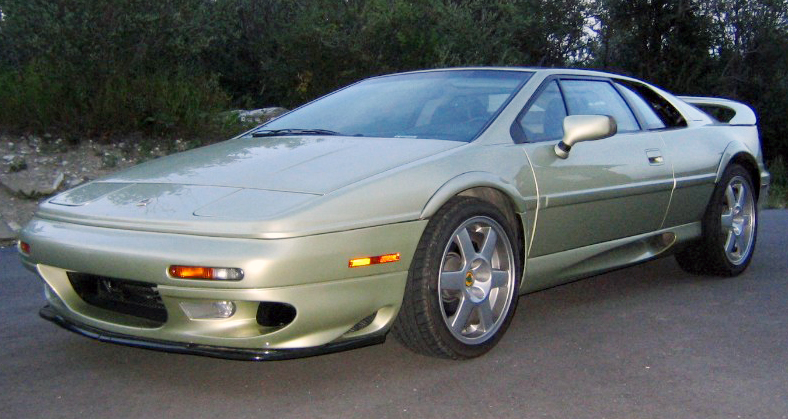
Una Lotus Esprit V8 del 1997

Nel 1996 al Salone di Ginevra arrivò il momento della Esprit V8, spinta da un nuovo V8 32V biturbo Garrett dT25i 3506 cm³ da 350 CV e della Esprit GT3 2.0 Turbo da 240 CV come modello base. Nel 1997 si ampliò la gamma con le versioni V8 GT e V8 SE.
Nel 1998 fu esposta al Birmingham Motor Show la Esprit Sport 350, che sarebbe stata prodotta in 54 esemplari. Si differenziava dalle versioni precedenti per la presenza di un alettone in fibra di carbonio sul cofano posteriore. Per rendere la vettura più leggera furono montati speciali cerchi in magnesio e fu alleggerito il telaio, risparmiando 80 kg sulla Esprit base. L'impianto frenante aveva dischi di 320 millimetri con pinze AP Racing di colore blu. Grazie alle modifiche la vettura divenne capace di passare da 0 a 60 km/h in 3,2 secondi.
Nel 1999  a causa delle nuove normative delle emissioni uscirono di scena le versioni GT3, segnando la fine delle Esprit 4 cilindri; l'anno dopo la produzione toccò le 10.000 unità.
Russell Carr eseguì un ultimo restyling nel 2001 con luci posteriori stile Elise e alettone tipo Sport 300; questa versione, col v8 da 349 CV, fu l'ultima Esprit, per un totale di 10.675 esemplari costruiti.

## Attività sportiva
Nel 1995 la Lotus, dopo aver abbandonato il Campionato Mondiale di Formula 1, decise di concentrare i propri sforzi per la creazione di una Esprit che potesse competere nel BPR Global GT. La carrozzeria fu realizzata in carbonio per contenere il peso e fu montato un propulsore 3.5 Quad-Cam Twin Turbo Chargecooled V8 da 575 CV di potenza con cambio sequenziale Hewland TGT a sei rapporti. Gli ammortizzatori regolabili erano Penske, mentre l'impianto frenante era AP.
Furono creati tre esemplari affidati a Jan Lammers, Perry McCarthy, Chris Goodwin e Andy Wallace,che non riuscirono ad imporsi a causa di vari problemi di affidabilità. Un esemplare fu reimpiegato dalla Mike Haines Racing per il campionato FIA GT2 dove ebbe discreto successo.

## La Esprit al cinema e in televisione

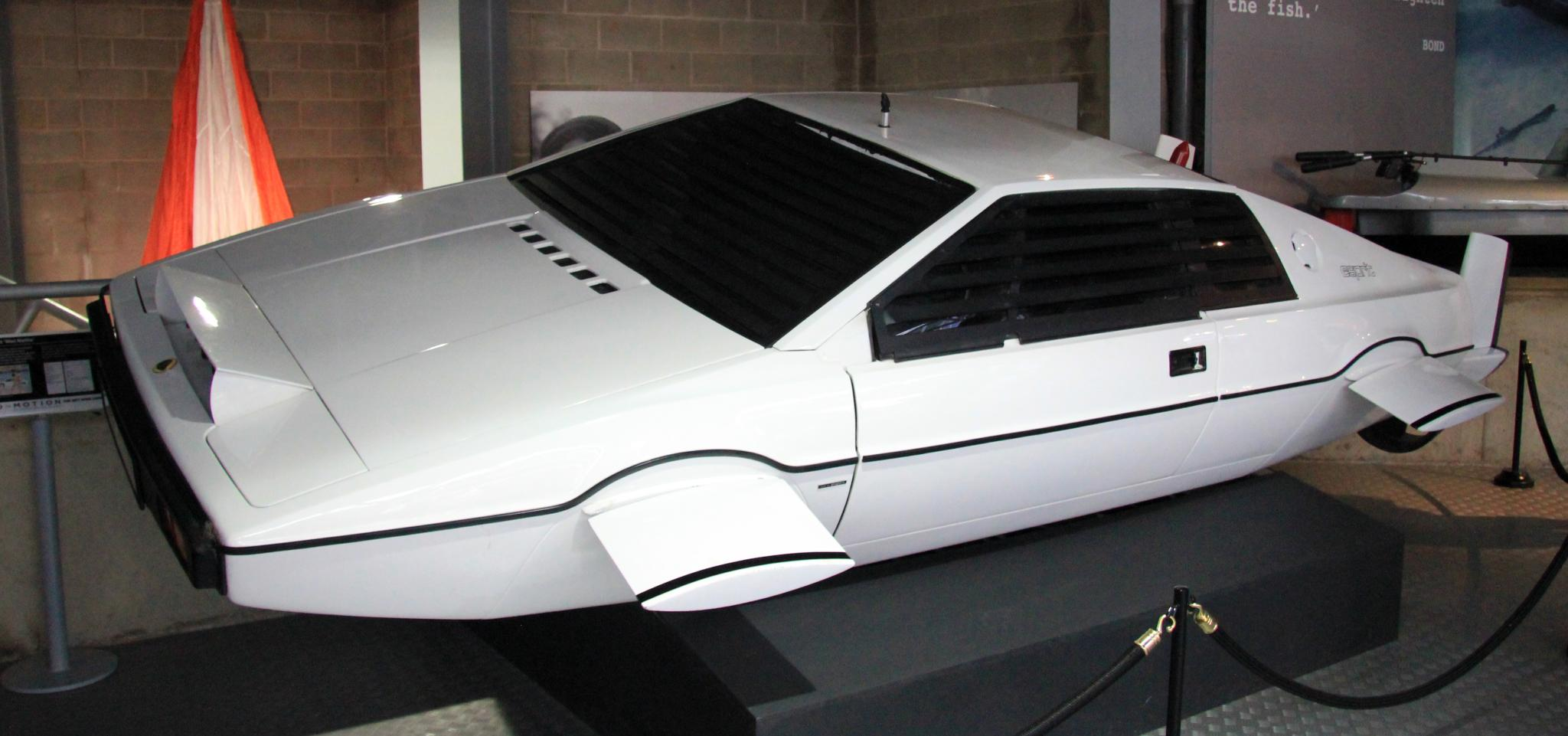
La Esprit subacquea di James Bond

La sua apparizione più famosa sul grande schermo è al fianco di 007. In 2 film l'agente segreto britannico più famoso del mondo usa una Lotus Esprit come auto personale. Ne La spia che mi amava (The Spy Who Loved Me, 1977) usa una S1 per una sequenza dove l'auto si getta nel mare della Sardegna. La vettura (chiamata Nellie Bagnata) era infatti in grado di trasformarsi grazie alla sezione Q in sottomarino con periscopio, missili, siluri, mine e dispositivo posteriore di lancio di cemento. In Solo per i tuoi occhi (For Your Eyes Only, 1981) usa 2 Lotus Esprit Turbo: una bianca con nessuna particolarità di rilievo, salvo un antifurto che fa esplodere la vettura in caso di scasso; e una color rame con gli sci sul tetto usata nella sequenza a Cortina.
L'auto è apparsa anche in Pretty Woman, è l'auto con cui Richard Gere incontra Julia Roberts, o in Basic Instinct in cui Sharon Stone ne possiede 2 uguali, una bianca e una nera da abbinarsi agli abbigliamenti.
Fa anche un'apparizione in un breve inseguimento nello show televisivo statunitense Miami Vice in versione S4.
Inoltre, nel programma televisivo inglese Top Gear, il conduttore James May guida una Esprit V8 nelle 2 puntate dello speciale Patagonia della 22ª stagione del programma.

## Caratteristiche tecniche
Le Lotus Esprit, sia 4 cilindri che V8, sono particolarmente apprezzate dagli amanti della guida sportiva. Il comportamento stradale è frutto del telaio monotrave scatolato in acciaio e del motore centrale longitudinale che permettono un baricentro molto basso. L'assetto rigido viene dalle sospensioni a 4 ruote indipendenti; anteriori a quadrilateri sovrapposti con molle elicoidali e barra stabilizzatrice, posteriori con bracci longitudinali e obliqui e molle elicoidali. L'auto ha ammortizzatori idraulici telescopici, quattro freni a disco, autoventilanti su certe versioni, della Brembo sulle ultime serie. Alcune versioni speciali della Esprit esibivano un alettone posteriore, dato che la trazione era solo posteriore.La macchina era apprezzata dai piloti per la perfetta tenuta di strada e per la posizione di guida, praticamente sdraiata; anche se bisognava avere esperienza per guidarla.

| Caratteristiche tecniche - Lotus Esprit Turbo (1985)                                          | Caratteristiche tecniche - Lotus Esprit Turbo (1985) | Caratteristiche tecniche - Lotus Esprit Turbo (1985) | Caratteristiche tecniche - Lotus Esprit Turbo (1985) | Caratteristiche tecniche - Lotus Esprit Turbo (1985) | Caratteristiche tecniche - Lotus Esprit Turbo (1985) |
| --------------------------------------------------------------------------------------------- | --- | --- | --- | --- | --- |
|                                                                                               | | | | | |
| Configurazione                                                                                | | | | | |
| Carrozzeria: in vetroresina, coupé 2 porte,                                                   | Carrozzeria: in vetroresina, coupé 2 porte, | Posizione motore: longitudinale posteriore centrale | Posizione motore: longitudinale posteriore centrale | Trazione: posteriore | Trazione: posteriore |
| Dimensioni e pesi                                                                             | | | | | |
| Ingombri (lungh.×largh.×alt. in mm): 4191 × 1854 × ?                                          | Ingombri (lungh.×largh.×alt. in mm): 4191 × 1854 × ? | Ingombri (lungh.×largh.×alt. in mm): 4191 × 1854 × ? | Ingombri (lungh.×largh.×alt. in mm): 4191 × 1854 × ? | Diametro minimo sterzata: | Diametro minimo sterzata: |
| Interasse: 2438 mm                                                                            | Interasse: 2438 mm | Carreggiate: anteriore 1537 - posteriore 1554 mm | Carreggiate: anteriore 1537 - posteriore 1554 mm | Altezza minima da terra: | Altezza minima da terra: |
| Posti totali: 2                                                                               | Posti totali: 2 | Bagagliaio: | Bagagliaio: | Serbatoio: | Serbatoio: |
| Masse                                                                                         | a vuoto: 1220 kg / in ordine di marcia: 1220 kg | a vuoto: 1220 kg / in ordine di marcia: 1220 kg | a vuoto: 1220 kg / in ordine di marcia: 1220 kg | a vuoto: 1220 kg / in ordine di marcia: 1220 kg | a vuoto: 1220 kg / in ordine di marcia: 1220 kg |
| Meccanica                                                                                     | | | | | |
| Tipo motore: 4 cilindri in linea, raffreddato ad acqua                                        | Tipo motore: 4 cilindri in linea, raffreddato ad acqua | Tipo motore: 4 cilindri in linea, raffreddato ad acqua | Cilindrata: 2174 cm³ | Cilindrata: 2174 cm³ | Cilindrata: 2174 cm³ |
| Distribuzione: 2 alberi a camme in testa comandati da cinghia dentata, 4 valvole per cilindro | Distribuzione: 2 alberi a camme in testa comandati da cinghia dentata, 4 valvole per cilindro | Distribuzione: 2 alberi a camme in testa comandati da cinghia dentata, 4 valvole per cilindro | Alimentazione: 2 carburatori doppio corpo Dell'Orto 40 DHLA H, con turbocompressore Garrett AiResearch T3 | Alimentazione: 2 carburatori doppio corpo Dell'Orto 40 DHLA H, con turbocompressore Garrett AiResearch T3 | Alimentazione: 2 carburatori doppio corpo Dell'Orto 40 DHLA H, con turbocompressore Garrett AiResearch T3 |
| Prestazioni motore                                                                            | Potenza: 213 Cv a 6000 giri/min. / Coppia: 27 Kgm a 4000 giri/min. | Potenza: 213 Cv a 6000 giri/min. / Coppia: 27 Kgm a 4000 giri/min. | Potenza: 213 Cv a 6000 giri/min. / Coppia: 27 Kgm a 4000 giri/min. | Potenza: 213 Cv a 6000 giri/min. / Coppia: 27 Kgm a 4000 giri/min. | Potenza: 213 Cv a 6000 giri/min. / Coppia: 27 Kgm a 4000 giri/min. |
| Accensione: elettronica                                                                       | Accensione: elettronica | Accensione: elettronica | Impianto elettrico: 12V | Impianto elettrico: 12V | Impianto elettrico: 12V |
| Frizione: monodisco a secco, con comando idraulico                                            | Frizione: monodisco a secco, con comando idraulico | Frizione: monodisco a secco, con comando idraulico | Cambio: meccanico a 5 marce | Cambio: meccanico a 5 marce | Cambio: meccanico a 5 marce |
| Telaio                                                                                        | | | | | |
| Corpo vettura                                                                                 | a trave centrale, con traliccio posteriore | a trave centrale, con traliccio posteriore | a trave centrale, con traliccio posteriore | a trave centrale, con traliccio posteriore | a trave centrale, con traliccio posteriore |
| Sterzo                                                                                        | a cremagliera | a cremagliera | a cremagliera | a cremagliera | a cremagliera |
| Sospensioni                                                                                   | anteriori: a ruote indipendenti, bracci oscillanti superiori, molle elicoidali, ammortizzatori idraulici, barra stabilizzatrice / posteriori: a ruote indipendenti, molle elicoidali, ammortizzatori idraulici | anteriori: a ruote indipendenti, bracci oscillanti superiori, molle elicoidali, ammortizzatori idraulici, barra stabilizzatrice / posteriori: a ruote indipendenti, molle elicoidali, ammortizzatori idraulici | anteriori: a ruote indipendenti, bracci oscillanti superiori, molle elicoidali, ammortizzatori idraulici, barra stabilizzatrice / posteriori: a ruote indipendenti, molle elicoidali, ammortizzatori idraulici | anteriori: a ruote indipendenti, bracci oscillanti superiori, molle elicoidali, ammortizzatori idraulici, barra stabilizzatrice / posteriori: a ruote indipendenti, molle elicoidali, ammortizzatori idraulici | anteriori: a ruote indipendenti, bracci oscillanti superiori, molle elicoidali, ammortizzatori idraulici, barra stabilizzatrice / posteriori: a ruote indipendenti, molle elicoidali, ammortizzatori idraulici |
| Freni                                                                                         | anteriori: a disco / posteriori: a disco inboard | anteriori: a disco / posteriori: a disco inboard | anteriori: a disco / posteriori: a disco inboard | anteriori: a disco / posteriori: a disco inboard | anteriori: a disco / posteriori: a disco inboard |
| Pneumatici                                                                                    | anteriori 195/60 posteriori 235/60 | anteriori 195/60 posteriori 235/60 | anteriori 195/60 posteriori 235/60 | anteriori 195/60 posteriori 235/60 | anteriori 195/60 posteriori 235/60 |
| Prestazioni dichiarate                                                                        | | | | | |
| Velocità: 245 km/h                                                                            | Velocità: 245 km/h | Velocità: 245 km/h | Accelerazione: 0-100 Km/h 5,6 s. | Accelerazione: 0-100 Km/h 5,6 s. | Accelerazione: 0-100 Km/h 5,6 s. |
| Consumi                                                                                       | 14.3 litri/100Km | 14.3 litri/100Km | 14.3 litri/100Km | 14.3 litri/100Km | 14.3 litri/100Km |